# Martin Rázus
Martin Rázus, ps. Mrazák (ur. 18 października 1888 w Liptowskim Mikułaszu, zm. 8 sierpnia 1937 w Breźnie) – słowacki bajkopisarz, prozaik, eseista, dramaturg, publicysta, polityk i pastor ewangelicki.

## Życiorys
Urodził się we wsi Vrbica, będącej dziś częścią Liptowskiego Mikułasza, w rodzinie robotniczej – jego ojciec był robotnikiem w garbarni. Kształcił się w Liptowskim Mikułaszu, Kieżmarku oraz seminarium teologicznym w Bratysławie. Przez pewien czas pracował w teologicznym studium w Edynburgu.

## Polityka
Jako polityk był przedstawicielem skrzydła narodowego propagującego autonomię Słowacji. W styczniu 1920 zrezygnował z członkostwa w Słowackiej Partii Narodowej, która przed wyborami połączyła się z Narodową Partią Republikańską. Do niezależnego SPN powrócił dopiero, gdy w programie SPN z 1922 roku ponownie pojawiło się żądanie autonomii administracyjnej i kulturalnej. Stał się wybitną osobistością partii. Program partii starał się koncentrować na problemach społeczno-gospodarczych Słowacji czy promowaniu podmiotowości narodowej i politycznej Słowacji. Od 1929 r. aż do śmierci był przewodniczącym SPN. Dzięki niemu w 1929 r. SPN zdobyła swój pierwszy mandat w Izbie Deputowanych Zgromadzenia Narodowego (w porozumieniu z czechosłowacką Narodową Demokracją). Do 1937 był posłem. Pod jego przywództwem zbliżyły się SPN i HSĽS, które w 1932 r. utworzyły blok autonomiczny, opowiadający się za autonomią ustawodawczą Słowacji (tzw. manifest zwoleński).

## Twórczość
Pierwsze wiersze pisał już w szkole podstawowej, jednakże publikować zaczął dopiero w roku 1911, w różnorakich czasopismach. Pisał głównie poezję i prozę, ale w jego dorobku znajdują się również dwie sztuki teatralne.